# Urs Dickerhof

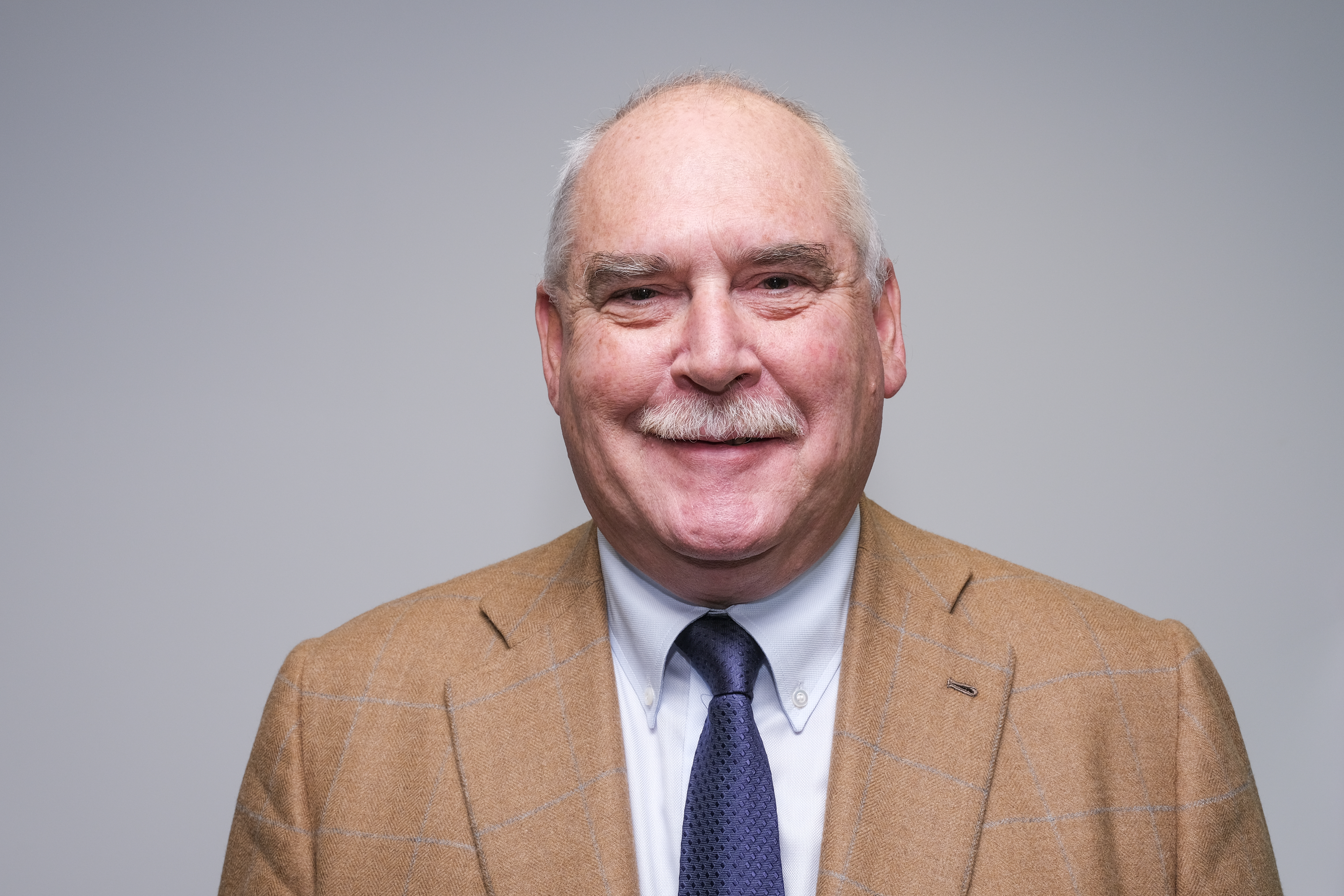
Urs Dickerhof (2018)

Urs Dickerhof (* 18. Oktober 1953) ist ein Schweizer Politiker (SVP) und Unternehmer.

## Leben
Urs Dickerhof absolvierte eine Ausbildung als Detailhandelsfachmann. 1988 eröffnete er gemeinsam mit seiner Frau Brigitte ein Beauty Center.  1989 wurde er Masseur beim FC Emmenbrücke und den Junioren-Nationalmannschaften des Schweizerischen Fussballverbandes. 1996 eröffnete Dickerhof eine Massageschule in Lugano und in Emmenbrücke. 1998 erfolgte die Auslagerung der Beauty Center und das Unternehmen konzentrierte sich auf die Ausbildung im Massage- und Kosmetik-Bereich. Er ist Verwaltungsratspräsident des Bildungszentrums Dickerhof AG sowie einer Firma, die im Bereich Marketing tätig ist. 2016 war er OK-Präsident der Gewerbeausstellung in Emmen.

## Politische Karriere
Dickerhof wurde 1998 als Vertreter der SVP in das Parlament der Gemeinde Emmen gewählt. Er war Mitglied des Einwohnerrates bis 2003. Im selben Jahr wurde er in den Kantonsrat Luzerns gewählt. 2004 wurde er zudem Gemeinderat der Gemeinde Emmen. Während 14 Jahren führte er die Direktion Finanzen und Personelles. 2013 wurde er zum Kantonsratspräsidenten gewählt, wodurch er zum «höchsten Luzerner» wurde. Er war zudem Kommissionspräsident der Kommission Gesundheit, Arbeit und soziale Sicherheit, der Planungs- und Finanzkommission sowie der Aufsichts- und Kontrollkommission des Luzerner Kantonsrates. Heute amtet er als Fraktionspräsident der SVP Kanton Luzern. Zusätzlich ist er Präsident des FC Kantonsrat seit 2007.

## Gesellschaftliches Engagement
Seit 1992 ist Dickerhof Präsident der Donatorenvereinigung Club 89. Ab 1995 war er Präsident des FC Emmenbrücke. Neun Jahre später wurde er zum Ehrenpräsidenten gewählt. Seit 2005 ist er Mitglied des Beirats des FC Luzern und seit 2009 Präsident der Innerschweizer Fussballverbandes. 2015 wurde er zum Präsidenten der IG Sport Luzern gewählt. Zudem ist er OK-Präsident des Vereins 100 Jahre Amateurliga. Seit 2004 ist er im Vorstand der Freunde der SSBL, der Stiftung für selbstbestimmtes und begleitetes Leben.

## Mitgliedschaften
- Mitglied des Verwaltungsrates bei Physio Care Center de Leur in Einsiedeln
- Vorstand der OdA MM (Organisation der Arbeitswelt Medizinischer Masseure)
- Vorstand des VMMS (Verband der Med. Massageschulen der Schweiz).
- Ehrenmitglied des Gewerbevereins Emmen
- Mitglied der Gewerbekammer und des politischen Ausschusses des KMU- und Gewerbeverbandes Luzern
- Präsident der Interessengemeinschaft Höhere Berufsbildung (IG HBB)[2]
- Dickerhof hat in der Schweizer Armee den Grad eines Hauptmannes. Er war Kommandant der Strassenpolizei Kompanie 44. Zuvor war er Kommandant der Stabskompanie Panzer-Bataillon 8.